# Joseph Saint-Mars-Rigaudie
Joseph Saint-Mars-Rigaudie est un homme politique français né le 3 novembre 1795 à Montaut (Lot-et-Garonne) et mort le 12 juillet 1869 à Villeneuve-sur-Lot (Lot-et-Garonne).

## Biographie
Propriétaire terrien, conseiller général, il est député de la Dordogne de 1849 à 1851, siégeant au groupe d'extrême gauche de la Montagne.

## Sources
- « Joseph Saint-Mars-Rigaudie », dans Adolphe Robert et Gaston Cougny, Dictionnaire des parlementaires français, Edgar Bourloton, 1889-1891 [détail de l’édition]